# Бег (наказание)

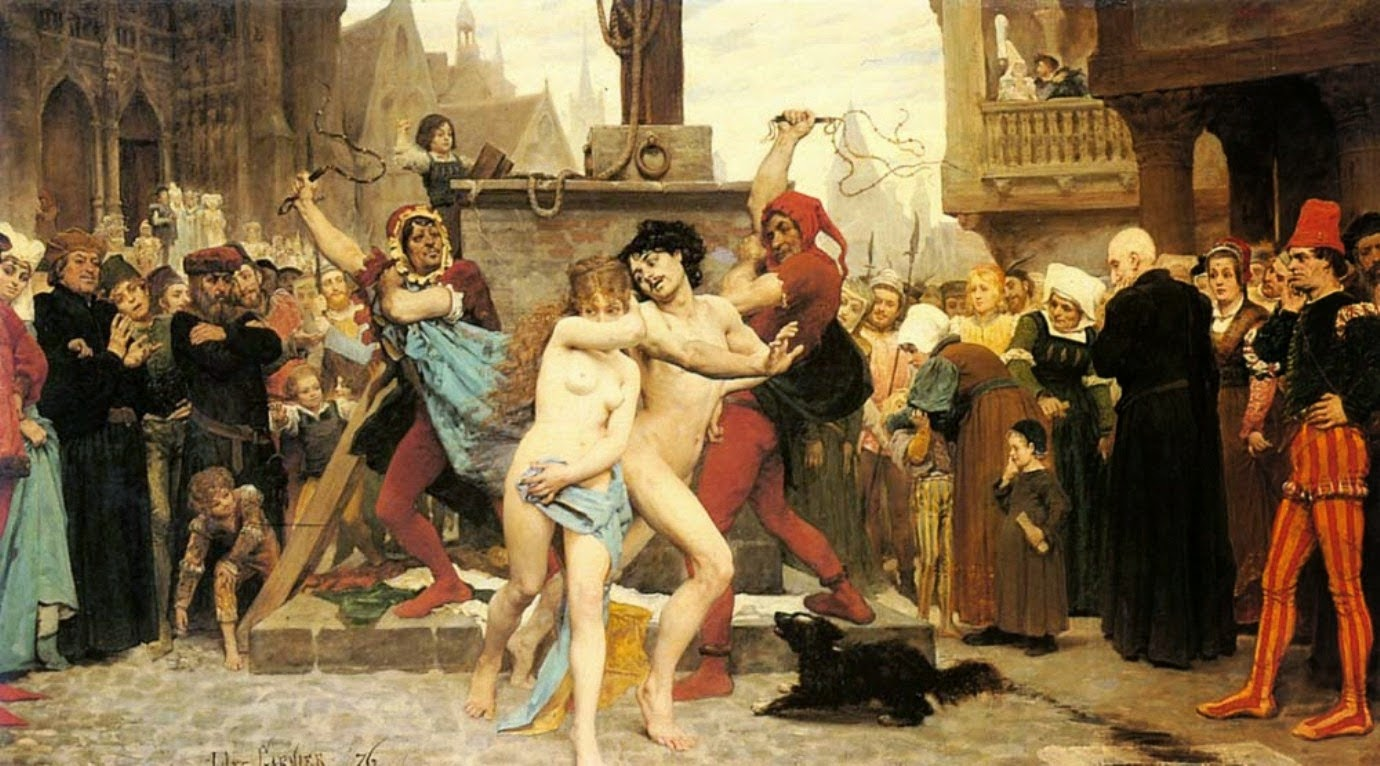
«Наказание за прелюбодействие» (Le supplice des adultères). Худ. Жюль-Арсен Гарнье, 1876

«Бег» (фр. course) — публичное наказание в средневековой Европе в отношении лиц, совершивших супружескую измену. Приговорённых к такой унизительной процедуре заставляли прилюдно пробежаться раздетыми по установленному маршруту в городе. Известно, что «пробежка» («прогулка») была наказанием за супружескую измену в некоторых античных греческих полисах (Трифилия, Эолида, Писидия). Древнегреческий философ Гераклид Понтийский указывал, что в некоторых полисах (например, в Лепреоне в Трифилии) применялось наказание в виде прогона любовника замужней женщины по городу или вокруг стен. При этом он был связан, что было крайне унизительно для свободного человека и символически приравнивало его к рабу. Римский историк Тацит сообщал, что у германцев муж, подозревавший жену в прелюбодеянии, мог выгнать её с позором из дома голой и остриженной, преследовать по деревне и хлестать. Высказывалось предположение, что, возможно, связи с греческими полисами оказали некоторое влияние на германский обычай, описанный Тацитом.
Во время «бега» впереди наказуемых сопровождал глашатай, трубивший в трубу и призывавший посмотреть на происходящее действо. Как и другие публичные наказания, направленные на унижение лиц, преступивших закон или социальные нормы, «бег» проводился в дневное время суток. Чаще всего мужчина и женщина были полностью голыми, но иногда на мужчине оставляли его брэ, а на женщине — нижнюю рубашку. При этом женщина должна была бежать впереди мужчины, держа в руках верёвку, которая привязывалась к гениталиям (per genitalia) любовника. Верёвка могла быть пропущена между ног женщины, причиняя дополнительные страдания. «Бег» также мог сопровождаться принародным бичеванием, иногда вплоть «до появления крови».

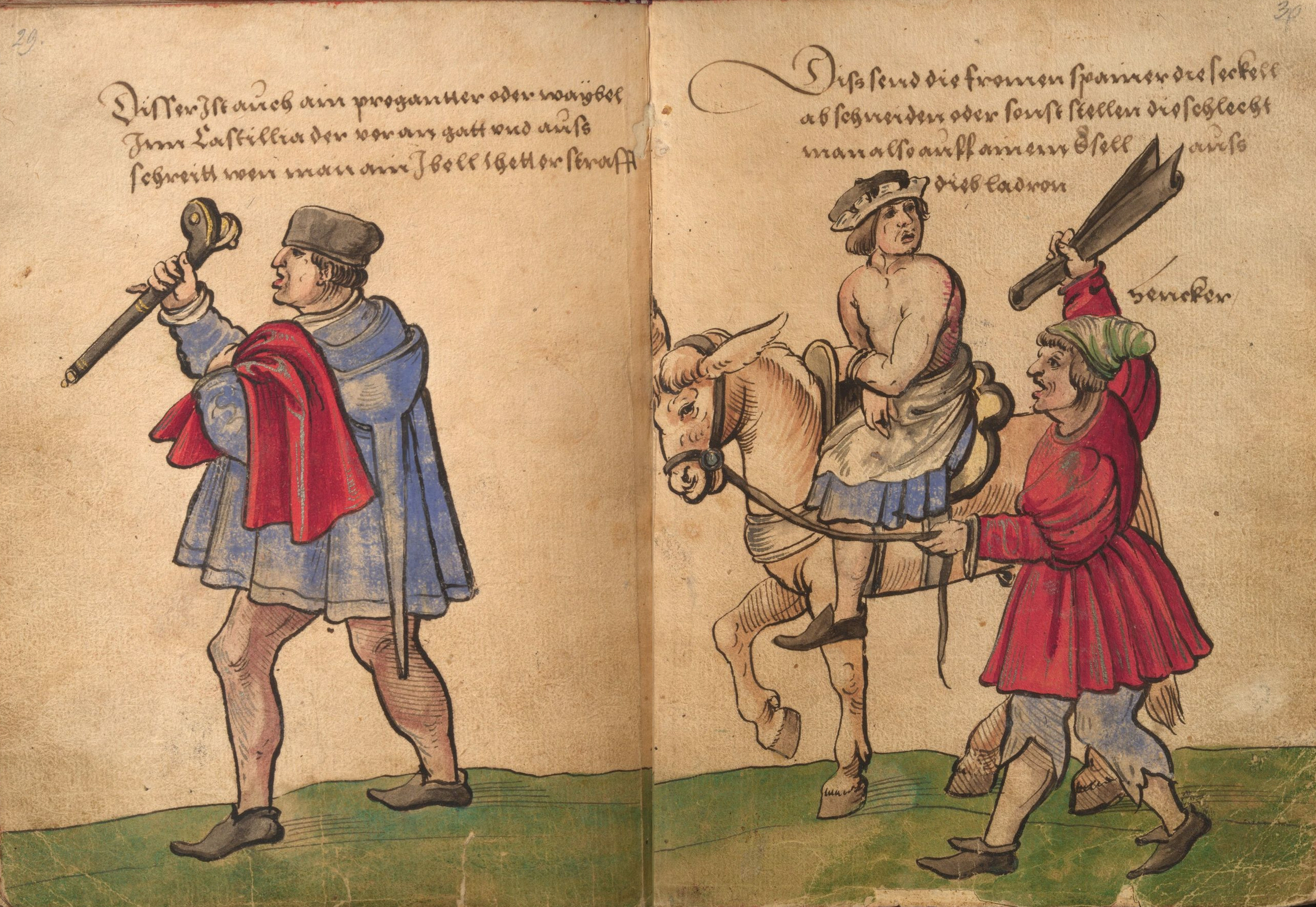
«Прогулка на осле» (справа), рисунок Кристофа Вайдица, ок. 1530—1540

Согласно источникам аббатства Клюни (1161—1172) известно, что «бег» использовался местными властями уже в XII веке: «За адюльтер полагается следующее наказание. Чтобы прелюбодей и прелюбодейка пробежали бы голые из одного в другой конец города. Если же они исполнят это, их имущество и тела да пребудут в мире». Хронист Жан де Жуанвиль оставил сведения о том, что король Людовик Святой, согласно местным обычаям, ввёл наказание для рыцарей за посещение ими публичных домов: «Выбор заключался в том, что проститутка провела бы его, одетого в одну рубашку и с привязанной к гениталиям верёвкой, по всему военному [лагерю], либо же он терял [боевого] коня и доспехи и изгонялся бы из войска». В отличие от «прогулки на осле», наказание «бег» попало во французское местное право (кутюмы). Наказание за прелюбодейство фиксировались в городах Южной Франции вплоть до периода раннего Нового времени. В Тулузе оно применялось не только в XIII веке, но и в конце XIV — начале XV века. В конце XV века оно сохранилось в Кордесе, а в конце XVI века, несмотря на запретительный ордонанс короля Людовика XI от 1463 года, применялось в Арле. Несмотря на то, что наказание связывалось во Франции с городами Юга, оно применялось и в некоторых местностях Северной Франции. Историк Жан-Мари Карбасе (Jean-Marie Carbasse) считал, что во Франции оно практиковалось только в южных регионах страны, куда попало из Испании, где нормы о подобном наказании известны с XI—XII веков.